# Haapajärvi
Haapajärvi es un municipio de Finlandia ubicado en la región de Ostrobotnia del Norte. Tiene una población estimada, a mediados de 2022, de 6792 habitantes.